# São Nuno (Açores)
 São Nuno é um povoado português localizado na freguesia da Candelária, concelho da Madalena do Pico, ilha do Pico, arquipélago dos Açores. 